# Ableiges
Ableiges és un municipi francès, situat al departament de Val-d'Oise i a la regió de l'Illa de França.
Forma part del cantó de Pontoise, del districte de Pontoise i de la Comunitat de comunes Vexin centre.